# Bellura diffusa
Bellura diffusa là một loài bướm đêm trong họ Noctuidae.